# Roger des Pins
Roger des Pins (ou de Pins) est le 29e grand maître des Hospitaliers de l'ordre de Saint-Jean de Jérusalem.

## Biographie
Roger des Pins faisait partie de la famille des Pins qui avait déjà donné un grand maître, Eudes des Pins, et un vicaire général, Giraud des Pins. Il faisait partie de la Langue de Provence mais nous ne connaissons rien de ses débuts dans l'Ordre. Il est commandeur de Boulbonne au 15 septembre 1335, puis commandeur de Chypre (23 juillet 1347-12 décembre 1351) et nommé prieur de Saint-Gilles après le départ de Pierre de Corneillan fin décembre 1353.

## Magistère de Roger des Pins
Roger des Pins commença son magistère vers septembre 1355 et sous les menaces qu'Innocent VI avait adressées à son prédécesseur. Celui-ci s’était hâté de convoquer en Avignon une assemblée des Hospitaliers, sous la présidence de Guillaume de Mail, prieur de la langue de France, et de Robert de Chalus, prieur d'Auvergne, tous deux lieutenant du grand maître en Occident.

### Assemblée en Avignon
Le pape imposa ses décisions et bien que sévères elles furent utiles à l'Ordre. Il assure dans les églises et chapelles de l'Ordre un retour aux anciennes traditions qui voulaient que les messes soient faites par des chapelains de l'Ordre ou des prêtes séculiers. Il réorganise les aumônes dans les commanderies, l’hospitalité dans l’hôpital de Rhodes pour les pèlerins et les malades et l'entretien des clercs et des donats et il ordonne de ne confier qu'à des chevaliers capables les hautes charges conventuelles. Mais il agit avec une arrière pensée certaine quand il propose la suppression des grands commandeurs régionaux pour des raisons d'économie. Cette dignité venait d’être rétablie par Pierre de Corneillan principalement en Espagne, où il avait investi le prieur de Catalogne, pour contrer les visées de Juan Fernández de Heredia, lieutenant du grand maître en Espagne, chapelain d'Amposte et désigné par le pape comme prieur de Castille et Léon. L’assemblée d'Avignon n’était pas dupe de la manœuvre qui sapait l’autorité du grand maître. Le pape fit transmettre les décisions du Conseil à Rhodes auprès de Des Pins avec l'obligation d'enregistrer celles-ci dans le recueil des règles de l'Ordre, ce qui fut fait.

### Transfert du siège de l'Ordre en Achaïe
Le projet de transfert du siège de l'Ordre en territoire turc avait évolué en fonction des circonstances. Jacques de Savoie, prince de Piémont et prince titulaire d'Achaïe, venait de faire au pape une proposition de vente de ses droits sur la principauté d'Achaïe car il était en guerre avec Amédée VI de Savoie, son cousin. Innocent VI songeait à le faire acheter par les Hospitaliers. Pour essayer de contrer les volontés du pape, Roger des Pins envoya au printemps 1356 en Avignon trois représentants. Astorg de Pagnac, châtelain de Rhodes, Nicolas Benoît, commandeur de Venosa et Gérard de Montagnai avaient pleins pouvoirs pour exposer les objections du Conseil et pour traiter du transfert du siège de l'Ordre. Ils arrivèrent en Avignon en mars 1357 mais le refus de Robert II d'Anjou-Tarente, empereur titulaire de Constantinople, fit achopper la volonté papale. Comme rien n'était possible sans cette autorisation, le pape demanda aux émissaires de Des Pins de bien vouloir passer par Naples avant de rentrer à Rhodes. De Pagnac s'excusa en prétextant que ses instruction étaient de rentrer directement à Rhodes, de Montagnai l'obligation d'aller en Allemagne et Benoît accepta la mission et se fit adjoindre l’archevêque Bernard de Saverne. Le pape fit savoir le 25 mai 1357 par lettre au grand maître l’espérance qu'il plaçait dans cette démarche qui échoua et le projet n'eut pas de lendemain.

## Opposition de Juan Fernández de Heredia
Innocent VI, pour témoigner sa faveur, nomma Juan Fernández de Heredia gouverneur d'Avignon et du comtat venaissin le 25 décembre 1356. Il écrivit à Roger des Pins qu'il avait pourvu Heredia comme prieur de Saint-Gilles en lui demandant de confirmer son choix. La désignation du pape portait une atteinte directe au statuts de l'Ordre, le prieuré de Saint-Gilles, le plus riche de tous les prieurés, étant toujours attribué au plus ancien Hospitalier de la langue de Provence. Cela donnait à Heredia une autorité qui pouvait contrebalancer celle du grand maître. En arrivant à Avignon,  Astorg de Pagnac, Nicolas Benoît et Gérard de Montagnai découvrirent qu'Heredia s’était mis en possession, le 21 janvier 1357, du prieuré de Saint-Gilles et que le pape était décidé à le maintenir en place. Il écrivit à Des Pins, le 25 mai 1357, qui avait nommé Heredia aux fonctions de lieutenant du grand maître en Occident, en espérant avoir allumé un contre-feu, en réclamant toujours la confirmation du prieur de Saint-Gilles en s'excusant d'avoir investi Heredia sans attendre l'autorisation du grand maître, reconnaissant ainsi l'abus de pouvoir qu'il commettait .
Le chapitre général se réunit, hors de la portée du pape et d'Heredia, à Rhodes le 18 février 1358 pour ratifier les décisions prises à Avignon. Il prit aussi des décisions intéressant la discipline et le bon fonctionnement administratif comme la création dans chaque prieuré d'un receveur des responsions sous la responsabilité directe du Trésor. Cette décision était prise directement contre Heredia, qui n'hésitait pas à s'approprier l'argent de l'Ordre et négligeait de transmettre les responsions de ses prieurés. Comme aussi la décision prise qui imposait aux prieurs de ne plus s'attribuer les commanderies vacantes jusqu'à 4 000 livres de rente et qu'ils avaient pris l'habitude de s'attribuer.
Des Pins, le 24 mai 1358, dégagea le prieur de Catalogne, Pierre-Arnal de Peres Tortes, de l'obéissance que celui-ci devait au lieutenant général en Occident. Il invita Heredia à venir à Rhodes le 15 juin 1358, ce que ce dernier se garda bien de faire, il se savait suspect par ses prises de position. Il était très engagé dans les affaires d'Espagne et mis toutes ses forces, et même plus, les moyens financiers de l'Ordre, au travers de ceux de la Châtellenie, aux services de Pierre IV d'Aragon. L’échec d'Henri de Transtamare avait permis la vengeance du roi de Castille, Pierre le Cruel, qui venait de nommer en 1358 Guder Gomez de Tolede, prieur de Castille. Furieux, Heredia se retourna vers le pape qui écrit, le 13 janvier 1359, à Roger des Pins le « suppliant de ne confirmer à aucun prix la nomination de Gomez et de rester sourd aux sollicitations directes que le roi de Castille devait lui adresser pour obtenir la reconnaissance de son candidat ». En réponse à cette lettre, Roger des Pins, avait, le 20 juin 1359, chargé deux Hospitaliers de ramener l'ordre en Castille sans véritable résultat, l'anarchie politique continua encore un certain temps. Heredia ne transmettait pas au Trésor ses propres responsions ni celles qu'il était chargé de transmettre à Rhodes. Des Pins délégua deux visiteurs en Occident, le grand précepteur, Roger de Montaut et le maréchal, Étienne de Montaigu. Ceux-ci demandèrent au pape, l'autorisation de procéder en conformité avec les statuts de l'Ordre mais Innocent VI leur refusa. Il autorise une commission dévouée composée du cardinal d'Albano Hélie de Talleyrand-Périgord, du cardinal de Sainte Croix, Raymond de Canillac et du cardinal de Saint Jean et Saint Paul, Andouin Aubert,  d'examiner le litige. Et le 8 février 1360, le pape transmit au grand maître le projet d'accord avec prière de l'approuver. Des Pins dut céder car le 20 mars 1361, il donna quitus de toutes les dettes d'Heredia. 
Pendant ce temps, Urbain V remplaça Innocent VI et Heredia continua à garder son pouvoir sur le prieuré de Castille jusqu'à ce qu'il se plie aux ordonnances capitulaires traitant du cumul des dignités. Il résigna ses fonctions de prieur de Castille en 1369. Pour l'Ordre, le titre de prieur de Castille restera à Perez Torres entre 1364 et 1367.

## Opposition des Turcs
Quand les délégués de Roger des Pins arrivèrent à Avignon en mars 1357, le pape et les autres ambassadeurs décidèrent le 22 mars de reformer la Ligue entre Chypre, Venise et les Hospitaliers. Ils décidèrent un entretien permanent d'une flotte de six galères pour patrouiller dans l'archipel grec. Mais les réticences des ambassadeurs de Chypre laissaient entendre que ce renouvellement resterait sans suite. Seul avec des navires vénitiens et des barons de Morée, Raymond Bérenger réussit à bruler une flotte turque de 35 navires à Mégare sans véritable lendemain. De son côté, le pape s'épuisait à faire payer aux participants leur quote-part des frais.
Les 12 juin et 10 juillet 1358, des Pins mobilisait ses troupes. Il écrivit en Occident pour appeler auprès de lui et ce avant le 1er août 1359, 100 chevaliers. 67 chevaliers devaient se regrouper à Aigues-Mortes ou Marseille sous les ordres du prieur de Capoue, Isnard du Bar. Ils venaient des Langues de Provence, de France et d'Espagne. Les 37 autres, en provenance des Langues d'Angleterre, d'Allemagne et d'Italie, devaient se regrouper à Venise sous les ordres du prieur de Venise, Napoléon de Tiberti ou du commandeur de Sienne, Nério Malavolti. Roger des Pins anticipait les futurs problèmes de Chypre tout en satisfaisant le pape.
Le 24 novembre 1358, c'était l'avènement de Pierre Ier comme roi de Chypre et dès le 8 janvier 1359, les habitants de Korykos firent appel au roi qui aussitôt envoya une garnison chypriote, le 15 janvier 1359. Cette ville pouvait, en plus d'un débouché commercial avec le port, servir aussi de base pour la réunion de l'Arménie avec le royaume de Chypre. Cela n’était pas du goût d'Ibrahim Bey, maitre de la Cappadoce et d'une partie de la Lycaonie, qui avait des vues sur l'Arménie. Il regroupa nombre de vaisseaux dans différents ports d'Asie Mineure. Mais Pierre Ier réunit lui aussi une flotte composée de 46 vaisseaux, 12 corsaires et 2 navires du pape. L’Hôpital avait rejoint avec 4 galères commandées par le lieutenant de l'amiral de l'Ordre, Jean Fortin ou Forbin, avec des troupes de débarquement sous les ordres du châtelain de Rhodes. Cela faisait un ensemble de plus de cent voiles dont une cinquantaine de galères.

## Référencement